# Буря (Болгария)
Буря (болг. Буря) — село в Болгарии. Находится в Габровской области, входит в общину Севлиево. Население составляет 245 человек. До 1944 года называлось Малкочево (болг. Малкочево), переименовано было в честь партизанки Второй мировой войны Стефаны Гиргиновой, известной под прозвищем «Буря».

## Политическая ситуация
В местном кметстве Буря, в состав которого входит Буря, должность кмета (старосты) исполняет Катя Димитрова.
Кмет (мэр) общины Севлиево — Йордан Георгиев Стойков (коалиция в составе 5 партий: Болгарская социал-демократия (БСД), Политический клуб «Экогласность», Земледельческий союз Александра Стамболийского (ЗСАС), Движение за социальный гуманизм (ДСХ), Болгарская социалистическая партия (БСП)) по результатам выборов.